# Cicatrices
Pour l'album de Zola, voir Cicatrices (album).
Cicatrices est le premier album du premier cycle de la série de science-fiction Orbital constituée de diptyques, dessiné par Serge Pellé et écrit par Sylvain Runberg, sorti le 5 avril 2006 par les éditions Dupuis dans la collection Repérages.
Il a dépassé les 20 000 exemplaires ont connu un succès immédiat en France, auprès des lecteurs comme des critiques, des ouvrages qui ont déjà été traduits en Espagne, aux Pays-Bas, en Allemagne, en Angleterre et aux États-Unis.

## Synopsis
Pour la première fois dans l'histoire de toutes les galaxies, l'humain Caleb Swany et le citoyen Sandjar Mézoké Izzua forment un binôme au sein de l'Office Diplomatique Intermondial. Bien que les humains soient considérés comme un peuple sous-développé, ce duo est revêtu d'une importance symbolique forte, car leur deux peuples ont autrefois été en guerre. Ensemble, ils auront pour objectif de régler les conflits entre les races pour maintenir la paix intermondiale.
Leur première mission débute sur une petite lune appelée Senestam, un satellite de la planète Upsall, où vit le peuple Jävlode. Ces aliens sont opposés à des colons humains exploitant illégalement les mines de Trélium présentes en abondance sur leur lune, prélude à un affrontement sans pitié où Caleb et Mézoké devront faire la preuve de leur efficacité.

## Personnages
- Caleb Swany : Premier humain à être nommé agent de l'Office Diplomatique Intermondial. Enfant, il a été témoin de l'explosion du dôme où étaient rassemblés les soutiens humains à l’intégration Confédérée, attentat dans lequel périrent ses deux parents.
- Mézoké Izzua : Citoyën Sandjarr, race alien confédérée qui fut pratiquement éradiquée par les Humains quinze ans plus tôt, lors d'une guerre fratricide. Dans la société Sandjarr, l’appartenance sexuelle ne peut se distinguer physiquement et ne conditionne pas les individus dans un rôle prédéterminé. Aux yeux des humains, les Sandjarrs sont en revanche d’apparence féminine.
- Evona Toot : La dignitaire primale du directoire de l'Office Diplomatique Intermondial, supérieure hiérarchique directe de Caleb et Mézoké. Elle forme le duo l’espoir de prouver la supériorité des valeurs pacifiques de la Confédération.

## Voir